# Biologická psychologie
Biologická psychologie (také jako fyziologická psychologie, psychobiologie nebo behaviorální neurověda) je jednou ze základních disciplín psychologie a také jedním ze současných klíčových přístupů. Zabývá se rolí fyziologických faktorů při konstituování psychických jevů, fyziologickými determinantami psychiky. Řeší otázky jako "Existují v mozku centra pro vnímání řeči a její produkci?", "Jaká je elektrická aktivita mozku v průběhu spánku a snění?", Jaký je mechanismus působení drog na psychiku člověka?" apod. Lokalizace specializovaných oblastí v mozkové kůře, lokalizace psychických funkcí ve vertikální nebo laterální struktuře mozku, objasnění vlivu hormonů a neurotransmiterů či účinku drog na psychiku člověka, výzkumy zákonitého fungování "biologických hodin" či identifikace REM a non-REM fází spánku pak patří k poznatkům fyziologické psychologie. Ve větším měřítku než v jiných psychologických disciplínách se využívají přístrojové metody.